# Issuikai
Die Issuikai (jap. 一水会, Erster-Mittwoch-Treff) ist eine dem äußersten rechten Flügel (Uyoku) zugeordnete, nationalistische politische Gruppierung in Japan. Der Name leitet sich ab vom Jour fixe der Gruppe, dem ersten Mittwoch jedes Monats, wird aber falsch mit „Gesellschaft des Einen Wassers“ oder Ähnlichem übersetzt.
Ihr Anführer ist seit 2000 Mitsuhiro Kimura, während der frühere Anführer Kunio Suzuki noch immer eine wichtige Funktion einnimmt. Kimura war befreundet mit Udai Hussein und es bestehen Beziehungen mit Jean-Marie Le Pen.
Sie wurde 1972 als Teil einer „Neuen Rechten“ gegründet, die sich von den traditionellen Rechten, die im Wesentlichen proamerikanisch waren, dadurch abhoben, dass sie einen ausdrücklich antiamerikanischen Ansatz verfolgen.

## Politische Ausrichtung
Sie sieht die derzeitige japanische Regierung als „Marionettenregierung“ der Vereinigten Staaten an und fordert eine „komplette Unabhängigkeit“ Japans. Die Vereinten Nationen sollen nach ihrer Auffassung aufgelöst und neu gegründet werden, da ihre Strukturen als Relikt des Zweiten Weltkrieges angesehen werden.
Diese antiamerikanische Stimmung wird bei allen Gelegenheiten dadurch geschürt, dass die Gruppierung die Terroranschläge am 11. September 2001 in den USA öffentlich begrüßt, sich strikt gegen den Irakkrieg wendet und das Verhalten der Vereinigten Staaten, auch unter Sicht auf das Kyoto-Protokoll, kritisiert.
Die Gruppierung steht im Verdacht, dabei auch auf kriminelle Mittel zurückzugreifen. Am 8. Januar 1992 wurde während eines Besuches von George H. W. Bush in Japan ein Brandsatz in einem Wohnkomplex der US-Botschaft gefunden und eine Verbindung vermutet, zumal die Issuikai Bush offen als Kriegsverbrecher bezeichnete und im Dezember 1991 einen Angriff auf die US-Botschaft ankündigte.
Die Gruppierung führt seit 1972 unter der Bezeichnung Nowaki-Matsuri (野分祭, dt. „Herbststurm-Fest“) unter Beteiligung anderer rechter Gruppen eine jährliche Gedenkveranstaltung für den von ihnen als Märtyrer angesehenen Mishima Yukio und die anderen an seinem Putschversuch Beteiligten durch, bei dem auch sein Grab besucht wird.
Die Organisation gibt eine Zeitschrift mit dem Namen Rekonquista (レコンキスタ, Rekonkisuta), der andeuten soll, dass das Land nach der US-Okkupation Ehre und Souveränität zurückerobern müsse, heraus.